# オーアールジー

株式会社オーアールジーは東京都大田区に本社を置くゲーム製作会社。通称・略称はORG。
1985年にゲームデザイナーである大貫昌幸によって設立される。現在の代表は大貫尋美。

## 概要
世界初のテーブルトークRPGであるダンジョンズ&ドラゴンズの日本語版の翻訳を担当し、また、読者参加企画『ダブルムーン伝説』のマル勝ファミコン誌での連載などによりテーブルトークRPGの普及に努めた。グループSNEとならんで日本のテーブルトークRPGの黎明期を支えた会社である。
近年では版権キャラクター系のトレーディングカードゲームのデザインに強い会社として知られており、特に角川系列のメディアミックス作品とバンダイ系列のアニメ作品のトレーディングカードゲームに多く関わっている。
同社に所属する、あるいはしていたクリエイターとしては、創設者でもある大貫昌幸（1993年逝去）、和栗あきら（現在は独立）、中澤光博、長島晶裕など。
一時期はメタルフィギュアの輸入販売をしており、ラルパーサ社やシタデル社のミニチュアを通信販売で取り扱っていた。

## 主要な作品（五十音順）

### テーブルトークRPG
- アドバンスト・ダンジョンズ&ドラゴンズ　（翻訳）
- 学園ぱらだいす
- ガンダムセンチネルRPG
- CRY-MAX RPG 熱血専用!
- ダブルムーン伝説RPG
- ダンジョンズ&ドラゴンズ（新和版）　（翻訳）
- まじかるランドRPG
- マギウス　（スレイヤーズ関係のいくつか）
- ワープス

### トレーディングカードゲーム
- ガンダムクロスウォー
- ジョジョの奇妙な冒険　Adventure Battle Card
- スレイヤーズふぁいと
- ゼノンザード
- デジタルモンスターカードゲーム
- ドラゴン☆オールスターズ
- ドラゴンドライブ カードゲーム
- DRAGON BALL 超CARD GAME
- バトルスピリッツ
- フルメタル・パニック! カードミッション
- ミラクルバトルカードダス
- モンスターハンター・トレーディングカードゲーム

### ボードゲーム
- 銀河帝国の興亡
- 魔法帝国の興亡

### 読者参加企画
- 幻奏戦記Ru/Li/Lu/Ra
- 聖獣魔伝ビースト&ブレイド
- ダブルムーン伝説

### コンピューターゲーム
- インフィニット アンディスカバリー (シナリオ)
- スターオーシャン5 -Integrity and Faithlessness-(シナリオ)
- スターオーシャン:アナムネシス(シナリオ)
- ゼノンザード(カードゲーム)